# NBA 1967/68
Die NBA-Saison 1967/68 war die 22. Saison der National Basketball Association (NBA). Sie begann am Freitag, den 13. Oktober 1967, mit dem Spiel der Seattle SuperSonics bei den San Francisco Warriors und endete regulär nach 492 Spielen am Mittwoch, den 20. März 1968. Die Postseason begann am Freitag, den 22. März, und endete am Donnerstag, den 2. Mai, mit 4—2 Finalsiegen der Boston Celtics über die Los Angeles Lakers.

## Saisonnotizen
- Es ging aufwärts mit der Liga: Zwei neue Franchises feierten mit den Seattle SuperSonics und den San Diego Rockets Premiere. Dadurch wechselten die Detroit Pistons in die Eastern Division und die Anzahl der Saisonbegegnungen wurde auf 82 erhöht. Gegen die Teams der eigenen Division wurde achtmal gespielt, gegen die Teams der anderen siebenmal. Basketball boomte aber nicht allein in der NBA. Mit der American Basketball Association (ABA) nahm eine Konkurrenzliga den Betrieb auf, die durch Commissioner George Mikan einiges an Glaubwürdigkeit besaß und mit dem NBA-Shooting Star der vergangenen Saison aufwarten konnte: Rick Barry bei den Oakland Oaks. Die ABA sollte der bislang langlebigste Konkurrent der NBA werden und sorgte für frischen Wind, der sich auch dereinst in Regeländerungen der NBA niederschlagen würde.[1]
- Erster Draft-Pick in der NBA-Draft 1967 wurde Friar Jimmy Walker vom Providence College für die Detroit Pistons.[2]
- Das 18. All-Star-Game fand am Dienstag, den 23. Januar 1968, vor 18.422 Zuschauern im Madison Square Garden von New York City, New York statt. Alex Hannums Eastern All-Stars besiegten Bill Sharmans Western All-Stars mit 144—124. All-Star Game MVP wurde Hal Greer von den Philadelphia 76ers.[3]
- Neuling Seattle SuperSonics, der heutige Oklahoma City Thunder, ließ 125,1 Gegentore pro Spiel zu. Ein Wert, der lediglich zweimal von den Denver Nuggets übertroffen wurde.
- Die drei Assists der Cincinnati Royals gegen die Chicago Bulls am 5. Dezember 1967 in Evansville, Indiana sind ein lediglich viermal erreichter Tiefstwert.
- Die Philadelphia Sixers hatten mit 63,5 % die niedrigste Freiwurfquote der NBA-Geschichte (Stand: 2020).

## Abschlusstabellen
Pl. = Rang,  = Für die Playoffs qualifiziert, Sp = Anzahl der Spiele, S—N = Siege—Niederlagen, % = Siegquote (Siege geteilt durch Anzahl der bestrittenen Spiele), GB = Rückstand auf den Führenden der Division in der Summe von Sieg- und Niederlagendifferenz geteilt durch zwei, Heim = Heimbilanz, Ausw. = Auswärtsbilanz, Neutr. = Bilanz auf neutralem Boden, Div. = Bilanz gegen die Divisionsgegner

### Eastern Division
| Pl. | Mannschaft              | Sp | S—N   | %    | GB | Heim  | Ausw. | Neutr. | Div.  |
| --- | ----------------------- | -- | ----- | ---- | -- | ----- | ----- | ------ | ----- |
| 1.  | Philadelphia 76ers      | 82 | 62—20 | .756 | —  | 27—80 | 25—12 | 10—00  | 29—11 |
| 2.  | Boston Celtics          | 82 | 54—28 | .659 | 8  | 28—90 | 20—16 | 06—30  | 24—16 |
| 3.  | New York Knickerbockers | 82 | 43—39 | .524 | 19 | 20—17 | 21—16 | 02—60  | 19—21 |
| 4.  | Detroit Pistons         | 82 | 40—42 | .488 | 22 | 21—11 | 12—23 | 07—80  | 15—25 |
| 5.  | Cincinnati Royals       | 82 | 39—43 | .476 | 23 | 18—12 | 13—23 | 08—80  | 18—22 |
| 6.  | Baltimore Bullets       | 82 | 36—46 | .439 | 26 | 17—19 | 12—23 | 07—40  | 15—25 |

### Western Division
| Pl. | Mannschaft               | Sp | S—N   | %    | GB | Heim  | Ausw. | Neutr. | Div.  |
| --- | ------------------------ | -- | ----- | ---- | -- | ----- | ----- | ------ | ----- |
| 1.  | St. Louis Hawks          | 82 | 56—26 | .683 | —  | 25—70 | 22—13 | 09—60  | 31—90 |
| 2.  | Los Angeles Lakers       | 82 | 52—30 | .634 | 4  | 30—11 | 18—19 | 04—00  | 28—12 |
| 3.  | 0San Francisco Warriors0 | 82 | 43—39 | .524 | 13 | 27—14 | 16—23 | 00—20  | 24—16 |
| 4.  | Chicago Bulls            | 82 | 29—53 | .354 | 27 | 11—22 | 12—23 | 06—80  | 11—29 |
| 5.  | Seattle Supersonics      | 82 | 23—59 | .280 | 33 | 09—19 | 07—24 | 07—16  | 15—21 |
| 6.  | San Diego Rockets        | 82 | 15—67 | .183 | 41 | 08—33 | 04—26 | 03—80  | 11—29 |

## Ehrungen
- Most Valuable Player 1967/68: Wilt Chamberlain, Philadelphia 76ers
- Rookie of the Year 1967/68: Earl Monroe, Baltimore Bullets
- Coach of the Year 1967/68: Richie Guerin, St. Louis Hawks
- All-Star Game MVP 1968: Hal Greer, Philadelphia 76ers

| - All-NBA First Team: - Elgin Baylor, Los Angeles Lakers - Jerry Lucas, Cincinnati Royals - Wilt Chamberlain, Philadelphia 76ers - Dave Bing, Detroit Pistons - Oscar Robertson, Cincinnati Royals   | - All-NBA Second Team: - Willis Reed, New York Knickerbockers - John Havlicek, Boston Celtics - Bill Russell, Boston Celtics - Hal Greer, Philadelphia 76ers - Jerry West, Los Angeles Lakers |
| - All-Rookie Team: - Earl Monroe, Baltimore Bullets - Bob Rule, Seattle Supersonics - Walt Frazier, New York Knickerbockers - Al Tucker, Seattle Supersonics - Phil Jackson, New York Knickerbockers | |

## Führende Spieler in Einzelwertungen
| Kategorie       | Spieler          | Mannschaft         | Wert   |
| --------------- | ---------------- | ------------------ | ------ |
| Punkte          | Dave Bing        | Detroit Pistons    | 2142   |
| Wurfquote †     | Wilt Chamberlain | Philadelphia 76ers | 59,5 % |
| Freiwurfquote ‡ | Oscar Robertson  | Cincinnati Royals  | 87,3 % |
| Assists         | Wilt Chamberlain | Philadelphia 76ers | 702    |
| Rebounds        | Wilt Chamberlain | Philadelphia 76ers | 1952   |

† 220 Körbe nötig. Chamberlain nahm 1370 Schüsse und traf 819 mal.

‡ 220 Freiwürfe nötig. Robertson traf 576 von 660.

- Wilt Chamberlain stand mit 3836 Minuten in 82 Spielen zum achten und letzten Mal am längsten auf dem Spielfeld. Niemand führte die Liga bisher öfter in dieser Kategorie an.
- Mit 366 beging Bill Bridges von den St. Louis Hawks die meisten Fouls. Joe Strawder von den Detroit Pistons und John Tresvant, der während der Saison von den Pistons zu den Cincinnati Royals wechselte, waren mit jeweils 18 Malen am häufigsten fouled out.
- Bis zur Saison 1968/69 wurden den Statistiken in den Kategorien „Punkte“, „Assists“ und „Rebounds“ die insgesamt erzielten Leistungen zu Grunde gelegt und nicht die Quote pro Spiel.[4]
- Oscar Robertson von den Cincinnati Royals hatte mit 1896 Punkten in 65 Spielen den besten Punkteschnitt der Saison mit 29,2 Punkten pro Spiel. Seine Wurfquote betrug 50,0 %.
- Oscar Robertson verwandelte mit der besten Freiwurfquote auch die insgesamt meisten Freiwürfe.
- Wilt Chamberlain gewährte 8,6 Assists pro Spiel. Oscar Robertson kam mit 633 Assists in 65 Spielen auf eine Quote von 9,7. Chamberlain übertraf dafür Robertsons Serie von sieben Spielen mit einem Triple-Double in Folge um 2. Nur Russell Westbrook verzeichnete 2019 sogar elf Spiele in Folge ein Triple-Double. Oscar Robertson bleibt der Spieler mit den meisten (181) Triple-Doubles in seiner Karriere (Stand: 2020).
- Insgesamt kamen neun Spieler auf eine vierstellige Zahl an Rebounds. Wilt Chamberlains 1952 Abpraller bedeuteten eine Quote von 23,8 Rebounds pro Spiel. Der fünftplatzierte Nate Thurmond kam mit 1121 auf die zweite Quote von über 20 Rebounds pro Spiel (22,0 RpS).

## Playoffs-Baum
| Division-Halbfinals | Division-Halbfinals    | Division-Halbfinals |    |                         | Division-Finals | Division-Finals | Division-Finals |  |  | NBA-Finals | NBA-Finals | NBA-Finals |
|                     |                        |                     |    |                         |                 |                 |                 |  |  |            |            |            |
| W1                  | St. Louis Hawks        | 2                   |    |                         |                 |                 |                 |  |  |            |            |            |
| W3                  | San Francisco Warriors | 4                   |    |                         |                 |                 |                 |  |  |            |            |            |
| W3                  | San Francisco Warriors | 4                   | W3 | San Francisco Warriors  | 0               |                 |                 |  |  |            |            |            |
| Western Division    |                        |                     | W3 | San Francisco Warriors  | 0               |                 |                 |  |  |            |            |            |
|                     | W2                     | Los Angeles Lakers  | 4  |                         |                 |                 |                 |  |  |            |            |            |
| W2                  | W2                     | Los Angeles Lakers  | 4  | Los Angeles Lakers      | 4               |                 |                 |  |  |            |            |            |
| W2                  |                        |                     |    | Los Angeles Lakers      | 4               |                 |                 |  |  |            |            |            |
| W4                  | Chicago Bulls          | 1                   |    |                         |                 |                 |                 |  |  |            |            |            |
| W4                  | Chicago Bulls          | 1                   | W2 | Los Angeles Lakers      | 2               |                 |                 |  |  |            |            |            |
|                     |                        |                     |    | Los Angeles Lakers      | 2               |                 |                 |  |  |            |            |            |
|                     | E2                     | Boston Celtics      | 4  |                         |                 |                 |                 |  |  |            |            |            |
| E4                  | E2                     | Boston Celtics      | 4  | Detroit Pistons         | 2               |                 |                 |  |  |            |            |            |
| E4                  |                        |                     |    | Detroit Pistons         | 2               |                 |                 |  |  |            |            |            |
| E2                  | Boston Celtics         | 4                   |    |                         |                 |                 |                 |  |  |            |            |            |
| E2                  | Boston Celtics         | 4                   | E2 | Boston Celtics          | 4               |                 |                 |  |  |            |            |            |
| Eastern Division    |                        |                     | E2 | Boston Celtics          | 4               |                 |                 |  |  |            |            |            |
|                     | E1                     | Philadelphia Sixers | 3  |                         |                 |                 |                 |  |  |            |            |            |
| E3                  | E1                     | Philadelphia Sixers | 3  | New York Knickerbockers | 2               |                 |                 |  |  |            |            |            |
| E3                  |                        |                     |    | New York Knickerbockers | 2               |                 |                 |  |  |            |            |            |
| E1                  | Philadelphia Sixers    | 4                   |    |                         |                 |                 |                 |  |  |            |            |            |

## Playoffs-Ergebnisse
Die Playoffs begannen am 22. März und wurden in der ersten Runde, den Division-Finals und den NBA-Finals nach dem Modus Modus „Best of Seven“ ausgetragen. Da jede Division nun sechs Teilnehmer besaß, gab es für die Divisionssieger nicht länger ein Freilos in der ersten Runde wie noch Jahre zuvor, stattdessen wurden sie mit den Divisionsdritten gepaart und die Zweiten mit den Vierten.
Spielertrainer Bill Russell von den Boston Celtics errang 434 Rebounds in der Postseason. Teamkamerad John Havlicek gewährte 142 Assists und erzielte 493 Punkte.
Wilt Chamberlains Einsatzquote von 49,33 Minuten pro Spiel in der Serie gegen die New York Knickerbockers ist die langwierigste aller Zeiten. Al Attles’ 22 Fouls in der Vier-Spiele-Serie der San Francisco Warriors gegen die Los Angeles Lakers wurden bislang ebenfalls nur von Doc Rivers, Zydrunas Ilgauskas und Dwight Howard begangen. Beide Teams leisteten sich auch die meisten Disqualifikationen einer Vierer-Serie.

### Eastern Division-Halbfinals
Philadelphia 76ers 4, New York Knickerbockers 2

Freitag, 22. März: Philadelphia 118 – 110 New York

Sonnabend, 23. März: New York 128 – 117 Philadelphia

Mittwoch, 27. März: Philadelphia 138 – 132 New York (n. 2. V.)

Sonnabend, 30. März: New York 107 – 98 Philadelphia

Sonntag, 31. März: Philadelphia 123 – 107 New York

Montag, 1. April: New York 97 – 113 Philadelphia
Boston Celtics 4, Detroit Pistons 2

Sonntag, 24. März: Boston 123 – 116 Detroit

Montag, 25. März: Detroit 126 – 116 Boston

Mittwoch, 27. März: Boston 98 – 109 Detroit

Donnerstag, 28. März: Detroit 110 – 135 Boston

Sonntag, 31. März: Boston 110 – 96 Detroit

Montag, 1. April: Detroit 103 – 111 Boston

### Western Division-Halbfinals
San Francisco Warriors 4, St. Louis Hawks 2

Freitag, 22. März: St. Louis 106 – 111 San Francisco

Sonnabend, 23. März: St. Louis 111 – 103 San Francisco

Dienstag, 26. März: San Francisco 124 – 109 St. Louis

Freitag, 29. März: San Francisco 108 – 107 St. Louis

Sonntag, 31. März: St. Louis 129 – 103 San Francisco

Dienstag, 2. April: San Francisco 111 – 106 St. Louis
Los Angeles Lakers 4, Chicago Bulls 1

Sonntag, 24. März: Los Angeles 109 – 101 Chicago

Montag, 25. März: Los Angeles 111 – 106 Chicago

Mittwoch, 27. März: Chicago 104 – 98 Los Angeles

Freitag, 29. März: Chicago 87 – 93 Los Angeles

Sonntag, 31. März: Los Angeles 122 – 99 Chicago

### Eastern Division-Finals
Boston Celtics 4, Philadelphia 76ers 3

Freitag, 5. April: Philadelphia 118 – 127 Boston

Mittwoch, 10. April: Boston 106 – 115 Philadelphia

Donnerstag, 11. April: Philadelphia 122 – 114 Boston

Sonntag, 14. April: Boston 105 – 110 Philadelphia

Montag, 15. April: Philadelphia 104 – 122 Boston

Mittwoch, 17. April: Boston 114 – 106 Philadelphia

Freitag, 19. April: Philadelphia 96 – 100 Boston

### Western Division-Finals
Los Angeles Lakers 4, San Francisco Warriors 0

Freitag, 5. April: Los Angeles 133 – 105 San Francisco

Mittwoch, 10. April: Los Angeles 115 – 112 San Francisco

Donnerstag, 11. April: San Francisco 124 – 128 Los Angeles

Sonnabend, 13. April: San Francisco 100 – 106 Los Angeles

## NBA-Finals

### Boston Celtics vs. Los Angeles Lakers
Spielertrainer Bill Russell und Teamkamerad John Havlicek standen mit 292 und 291 Minuten am bisher längsten in einer Sechs-Spiele-Finalserie auf dem Feld. Russells 292 Minuten wurden auch in den Playoffs lediglich von Wilt Chamberlain im selben Jahr um vier Minuten übertroffen. Russells und Havliceks Quoten lagen bei über 48 Minuten pro Spiel und wurden bislang lediglich von Kareem Abdul-Jabbar in den Finals 1974 übertroffen (Stand: 2020).
Die Finalergebnisse:

Sonntag, 21. April: Boston 107 – 101 Los Angeles

Mittwoch, 24. April: Boston 113 – 123 Los Angeles

Freitag, 26. April: Los Angeles 119 – 127 Boston

Sonntag, 28. April: Los Angeles 119 – 105 Boston

Dienstag, 30. April: Boston 120 – 117 Los Angeles (n. V.)

Donnerstag, 2. Mai: Los Angeles 109 – 124 Boston
Die Boston Celtics werden mit 4—2 Siegen zum zehnten Mal NBA-Meister.

## Die Meistermannschaft der Boston Celtics
| Wayne Embry, Mal Graham, John Havlicek, Bailey Howell, Johnny Jones, Sam Jones, Don Nelson, Bill Russell, Tom Sanders, Larry Siegfried, Tom Thacker, Rick Weitzman Head Coach Bill Russell |